# Jacek Krzaklewski
Jacek Krzaklewski (ur. 8 stycznia 1950 we Wrocławiu) – polski muzyk, gitarzysta, perkusista i kompozytor.

## Życiorys
Wywodzi się z wrocławskiego środowiska muzycznego. Edukację muzyczną rozpoczął w wieku 5 lat (gitarowy autodydakta). Uczył się w klasie kontrabasu w Państwowej Średniej Szkole Muzycznej we Wrocławiu. Debiutował jako gitarzysta w zespole Fortony (1966–1968), który w sierpniu 1967 roku nagrywał w PR Wrocław i wziął udział w audycji Grają i śpiewają Fortony, w której utwory zostały wyemitowane (zachowała się jedynie moniuszkowska Prząśniczka, która ukazała się na płytowej kompilacji Brzdęk! Instrumentalne przygody bigbitowców, wydanej nakładem GAD Records w październiku 2020 roku). Następnie był perkusistą grupy Pakt (1969–1972). Kilka lat później powrócił do swojego koronnego instrumentu, grając m.in. w zespołach: Romuald i Roman (1974–1977, 1978), Test (1975), Spisek (1977–1978), Grupa Aleksandra Mazura (1979), Sekstet Zbigniewa Czwojdy (1979), Art Flash (1980–1981), Stalowy Bagaż (1981–1982), Banda i Wanda (1982–1986), Nurt (pierwsza połowa lat 90.), a także duety gitarowe z Leszkiem Cichońskim (Take It Easy) i Aleksandrem Mrożkiem z którym współtworzył projekt Blue Necks (1990–1994).
W latach 1989–1991 i 1994–2021, gitarzysta Perfectu – jednej z najpopularniejszych polskich grup rockowych. 5 lipca 1991 roku wystąpił w Sopocie z reaktywowanym Testem podczas koncertu „Trzy Dekady Rocka”. Udziela się także w zespole Joint Venture, z którym nagrał w 1996 roku album pt. Kto to wie?.
Ponadto wziął udział w nagraniu dwóch solowych płyt (Woman o woman i Green Colour z 2002), mieszkającego od 1986 roku w Szwecji, Lesława Kota z którym przed laty współtworzył grupę Pakt. Nagrał też dwa albumy we współpracy z Romanem „Pazurem” Wojciechowskim, a są to: Wspomnienie (2013) i Kurza twarz (2016).
Ma na swym koncie także trzy albumy solowe Ulefos Blues z 1999, Dużo kurzu z 2004 i Jeszcze więcej kurzu z 2012. Na pierwszym albumie sam zagrał wszystkie partie instrumentów. W 2019 wraz z Barbarą Łuszczyńską wydał krążek zatytułowany Pod krzakiem.
Wieloletni wykładowca w klasie gitary na warsztatach Blues nad Bobrem w Bolesławcu. Bierze udział w jam sessions w klubie Włodzimierza Krakusa Liverpool we Wrocławiu.
We wrześniu 2012 roku został odznaczony Brązowym Krzyżem Zasługi.

## Dyskografia solowa
- Ulefos Blues (1999)
- Dużo kurzu (2004)
- Jeszcze więcej kurzu (2012)
- Pod krzakiem (2019)

## Sprzęt

### Gitary
- Gibson Les Paul Custom
- Gibson Les Paul Standard
- Ibanez JEM
- PRS 24

### Wzmacniacze
- Orange
- Marshall 1959
- Fender Super Reverb

### Kolumny głośnikowe
- Orange
- Marshall 1960